# Porcellio carinatus
Porcellio carinatus är en kräftdjursart som beskrevs av Dollfus 1905. Porcellio carinatus ingår i släktet Porcellio och familjen Porcellionidae. Inga underarter finns listade i Catalogue of Life.